# 藤原経任
藤原 経任（ふじわら の つねとう）は、平安時代中期の公卿。藤原北家小野宮流、権中納言・藤原懐平の三男。九条流、大納言・藤原斉信の養子。官位は正二位・権大納言。

## 経歴
三条朝初頭の長和元年（1012年）太皇太后・藤原遵子の御給により従五位下に叙爵する。長和2年（1013年）従五位上に昇叙され侍従次いで右衛門佐に任ぜられると、翌長和3年（1014年）右近衛権少将に遷り、三条朝末の長和4年（1015年）には皇后・藤原娍子による二度に亘っての御給により正五位下次いで従四位下と順調に昇進した。
しかし、四位昇進時に近衛少将を解かれたとみられ、翌長和5年（1016年）後一条天皇が即位すると、侍従のみを帯びて昇進は遅滞。後一条朝前半の官位叙任は、治安3年（1023年）の8年ぶりの従四位上への昇叙に留まった。長元2年（1029年）権左中弁に直任されると、長元3年（1030年）蔵人頭（頭弁）と後一条朝後半に入ると俄に要職に起用される。翌長元4年（1031年）正四位下の昇叙を経て、後一条朝末の長元8年（1035年）養父・藤原斉信が没すると入れ替わるように参議に任ぜられ、四位昇進後20年を経てようやく公卿に列した。長元9年（1036年）従三位。
議政官として修理大夫・左兵衛督・検非違使別当を兼帯し、この間の永承元年（1046年）正三位に叙せられる。永承3年（1048年）権中納言に昇進し、永承6年（1051年）後冷泉天皇の皇后に藤原寛子が冊立されるとその皇后宮権大夫（のち皇后宮大夫）を務めた。天喜2年（1054年）正二位、治暦元年（1065年）には権大納言に至る。
治暦2年（1066年）2月16日薨去。享年67。最終官位は権大納言正二位兼治部卿皇后宮大夫。

## 人物
斉信の養子であったが、その政敵とも言える叔父の右大臣・実資とも親密であり、内裏と実資との間をしばしば行き来して巷説を実資に伝えた一方、実資の方も牛を与えたり、病に伏せた経任に対して見舞いの使者を立て調伏の鬼気祭りをさせたりと、何かと経任の面倒を見たという。
日記に『権大夫記』（『経任大納言記』）がある。

## 官歴
注記のないものは『公卿補任』による。
- 寛弘3年（1006年） 11月20日：童殿上[2]
- 長和元年（1012年） 11月21日：従五位下（太皇太后宮御給）
- 長和2年（1013年） 正月6日：従五位上（東宮御給）。正月14日：侍従（東宮御給）。正月15日：還昇[1]。10月23日：右衛門佐
- 長和3年（1014年） 正月24日：右近衛権少将[3]
- 長和4年（1015年） 正月5日：正五位下（皇后宮御給）。2月18日：兼備後介。11月9日：従四位下（皇后宮御給）[1]、止少将?[4]
- 治安3年（1023年） 正月6日：従四位上（少将労）
- 長元2年（1029年） 正月24日：権左中弁
- 長元3年（1030年） 11月19日：蔵人頭（頭弁）
- 長元4年（1031年） 正月7日：正四位下。2月17日：兼備後権守[5]
- 長元8年（1035年） 10月16日：参議
- 長元9年（1036年） 正月7日：従三位（造円教寺行幸賞）。10月24日：兼侍従
- 長暦2年（1038年） 6月27日：兼修理大夫
- 長久4年（1043年） 9月19日：兼左兵衛督
- 寛徳元年（1044年） 7月19日：兼検非違使別当
- 永承元年（1046年） 10月28日：正三位
- 永承3年（1048年） 12月7日：権中納言
- 永承5年（1050年） 8月29日：止検非違使別当。11月13日：従二位
- 永承6年（1051年） 2月13日：皇后宮権大夫（皇后・藤原寛子冊立）。11月5日：兼治部卿
- 天喜2年（1054年） 9月23日：正二位
- 康平3年（1060年） 3月23日：止左兵衛督
- 康平4年（1061年） 9月19日：帯剣
- 治暦元年（1065年） 12月8日：権大納言、皇后宮大夫
- 治暦2年（1066年） 2月16日：薨去

## 系譜
- 父：藤原懐平
- 母：藤原佐理の娘 - 佐理と同じく能書家として知られた女性であった。
- 養父：藤原斉信
- 妻：源朝任娘
- 養子女
  - 養子：藤原経忠 - 実は高階経重の三男、従五位下駿河守
  - 養子：藤原公房（1030年 - 1102年） - 実は藤原資房の次男、正三位参議